# Цохок
Цохок (цез. Цикохъ) — село в Цунтинском районе Республики Дагестан. Входит в состав Терутлинского сельсовета.

## География
Село находится на берегу реки Цебаритлар (бассейн реки Метлуда), на расстоянии 29 км к северо-западу от села Цунта, административного центра района.

## История
В 1944 году село было ликвидировано, а население переселено в Веденский район. В 1957 году было восстановлено.

## Население
| 1926 | 1939 | 1970 | 1989 | 2002 | 2010 | 2021 |
| ---- | ---- | ---- | ---- | ---- | ---- | ---- |
| 34   | ↗48  | ↗59  | ↗73  | ↗78  | ↗81  | ↗102 |